# Невиновный подсудимый
«Невиновный подсудимый» — первый сирийский немой полнометражный игровой фильм, вышедший на экраны в 1928 году. Картина снята театральным режиссёром Айюбом Бадри и оператором Рашидом Джалалем.

## Сюжет
Действие фильма развивается в окрестностях горы Касьюн, где, согласно Библии, Каин убил брата Авеля. В основу сюжета легла реальная история любви юноши и девушки, развивавшаяся на деревенской ферме. Отношения влюблённых пытается разрушить богатый землевладелец. Он осуществляет свой коварный план, убив отца девушки и обвинив юношу в преступление. Главный герой вынужден спасаться от неминуемого наказания бегством из родной деревни. Преодолевая препятствия и опасности, юноша организует собственное расследование преступления. В эпилоге кинофильма, собрав доказательства своей невиновности, главный герой добивается ареста землевладельца и возвращается к своей возлюбленной.

## Создание
В 1926 году группа молодых сирийских кинематографистов организовала акционерную компанию «Хермон фильм». Руководили фирмой театральный режиссёр Айюб Бадри и оператор Рашид Джалаль. Утвердив сценарий и смету кинопроекта Бадри приступил к подбору актёров из театральной среды. Многие из участвовавших в съёмках исполнителей не серьёзно относились к работе в кино и просто красовались перед камерой. Вопросы организационного порядка и конфликты с актёрским составом привели к тому, что съёмочный период затянулся на восемь месяцев. После окончания съёмок негатив фильма для проявки и печати отправили во Францию в компанию «Эклер тираж» и на протяжении нескольких недель ожидали её возвращения. Перед премьерой в Дамаске были расклеены афиши.
Для показа фильма руководству компании оставалось получить разрешение на прокат у французской администрации. Колониальные власти, сославшись на точку зрения исламских богословов, запретили демонстрацию картины, поскольку в ней преступив законы шариата, снялась сирийка-мусульманка. По этой причине компания должна была найти новую актрису немусульманского вероисповедания. На роль девушки нашли немецкую танцовщицу, выступавшую в одном из концертно-развлекательных центров Дамаска. За этим последовала пересъёмка многих отснятых ранее эпизодов, а также повторное обращение в компанию «Эклер тираж». Удовлетворив требования контролирующих органов, кинолента получила прокатное удостоверение. 
Премьера фильма состоялась в дамасском кинотеатре «Аль-Кузмуграф». Показ вызвал ажиотаж у людей, желавших посмотреть фильм, поэтому на сеанс зрителей пропускала полиция, отсекавшая безбилетников, пытавших во что бы то ни стало попасть на просмотр фильма. Впоследствии картину с успехом показали и в других крупных городах Сирии, а также в Ливане – Бейруте и Триполи.
После кинопремьеры у Айюба Бадри возникли разногласий с другими акционерами, он отказался продолжать сотрудничество с компанией «Хермон фильм», и вскоре после его ухода она прекратила существование.

## Критика
По мнению киноведа и востоковеда А. С. Шахова, режиссёр Айюб Бадри «попробовал опереться в своей постановке на выразительные приёмы американского вестерна. «Невиновный подсудимый» включил в себя острую криминальную интригу, будоражившие зрительское воображение погони, стремился к высокому эмоциональному накалу повествования. Вместе с тем кинолента понятно и доходчиво проповедовала идеалы добра и справедливости и параллельно обличала недопустимые в людских взаимоотношениях вероломство и фальшь».